# General Property Trust
Pour les articles homonymes, voir GPT.
General Property Trust (GPT) est une entreprise australienne qui fait partie de l'indice S&P/ASX 50.

## Historique
General Property Trust était géré par Lendlease Corporation jusqu'à son internalisation en 2005. Il conserve quelques propriétés gérées et détenues en copropriété par Lendlease.
GPT se concentre sur la propriété active de biens immobiliers australiens dans un portefeuille évalué à plus de 20 milliards de dollars qui comprend des actifs de commerce de détail, de bureaux, de logistique et de parcs d'affaires. Cette orientation s'accompagne d'une gestion de fonds et d'un développement sélectif.
En février 2021, la société a signé une coentreprise 50:50 de 800 millions de dollars avec un gestionnaire de fonds canadien axé sur l'industrie, QuadReal Property Group.